# حقبية
الحقبية، بحسب كليفورد غيرتز، هي توجه إلى احترام روح العصر التقدمية والتطور العلمي والتكنولوجي، ونقيضها النزعة الجوهرية إلى احترام التقاليد، وهما قطبان متناقضان تتسم بهما الدول النامية. ويعد هذا رأي أتباع ما بعد الفوردية وما بعد الحداثة.